# Gianni Blatter
Gianni Blatter, auch Johann W. Blatter (* 1. November 1955 in Brig), ist ein Schweizer emeritierter Hochschullehrer und Physiker.

## Studium und Forschung
Nach dem Studium der Physik an der ETH Zürich promovierte er 1983 am Institut für Theoretische Physik der ETH Zürich bei Professor Thomas Maurice Rice mit einer Arbeit über die Streuung von Helium-Atomen an Festkörper-Oberflächen. Während zehn Jahren arbeitete er, unterbrochen von einem einjährigen Gastaufenthalt an der Cornell University in Ithaca, New York und in der Theoriegruppe des Forschungszentrums der Brown Boveri Company, Baden (später Asea Brown Boveri). Sein damaliges Forschungsinteresse konzentrierte sich auf den nichtlinearen Transport in strukturierten Halbleitern, die Physik heisser Elektronen und mesoskopische Effekte in kleinen, metallischen Ringen. 1993 wurde er als ausserordentlicher Professor an die ETH Zürich berufen, seit 1996 war er ordentlicher Professor für Theoretische Physik. In den Jahren 2007–2013 hat er das Physik Departement als Vorsteher geleitet und war Sprecher der Departementsvorsteher (2009–2013). Er ist seit 1999 Delegierter des Präsidenten und Mitglied der Strategiekommission der ETH Zürich.

## Ehrungen
Mit der Entdeckung der Hochtemperatursupraleiter im Jahre 1986 wandte er sich der Erforschung der phänomenologischen Eigenschaften dieser neuen Materialien zu; seine Arbeiten zur Vortex-Materie wurden mit der Ernennung zum Fellow der American Physical Society (1999) und mit dem Abrikosov Preis (2017) gewürdigt. 

## Schriften
- Scattering of atomic beams off stepped surfaces / presented by Johann Walter Blatter. - [Zurich], 1984
- Open quantum systems beyond Fermi's golden rule : Diagrammatic expansion of the steady-state time-convolutionless master equations / mit Michael Sven Ferguson, Oded Zilberberg. In:  Physical Review Research; 3 (2021), 2. - 023127. - American Physical Society. - eISSN 2643-1564
- Spontaneous Valley Spirals in Magnetically Encapsulated Twisted Bilayer Graphene mit: Oded Zilberberg/Tobias M. R. Wolf/Jose L. Lado, 2017